# Panzerlied
Le Panzerlied est un chant militaire allemand écrit en juin 1933 par l'Oberleutnant Kurt Wiehle. C'est l'un des plus connus de la Wehrmacht.

## Origine
Il a été écrit en 1933 par l'Oberleutnant Kurt Wiehle alors que celui-ci se rendait à Königsbrück. Wiehle a repris l'air d'une chanson de marins, en y mettant des paroles plus appropriées à un usage dans la Panzerwaffe. À l'époque, l'Allemagne développe clandestinement son armée en dépit des interdictions dues au traité de Versailles ; il est possible de considérer ce chant comme un reflet du réarmement allemand, qui était en plein essor à ce moment-là.[réf. nécessaire]
Dans la quatrième strophe, la référence aux canons ennemis « cachés dans le sable jaune » a probablement été ajoutée pendant la campagne de l'Afrika Korps de Rommel en Afrique du nord. En effet, en 1933, il aurait été difficile de prévoir que les Panzer combattraient dans un environnement désertique[réf. nécessaire].

## Postérité

### Dans l'armée allemande
Le Panzerlied n'est plus en usage aujourd'hui dans la Bundeswehr depuis mai 2017.

### Dans l'armée autrichienne
La chanson est encore chanté dans les forces armées autrichiennes.

### Dans l'armée chilienne
La chanson a également été repris par l'armée chilienne.

### Dans l'armée française
Il a été intégré au carnet de chant de la Légion étrangère avec d'autres paroles sous le titre de Képi blanc  (à ne pas confondre avec Nos Képis Blancs écrits par Paule Nod, également connus sous le titre Sous le Soleil Brulant d'Afrique), ainsi qu'au 501e régiment de Chars de Combat (La Marche des Chars).

### Dans l'armée italienne
De manière non officielle, il est utilisé par plusieurs unités motorisées et parachutistes dans l'armée italienne. On le retrouve aussi dans l'armée sud-coréenne, interprété en coréen comme chant de marche pour les unités blindées et motorisées. Les paroles, modifiées, calquées sur celles de la Légion étrangère française, sont aussi utilisées dans diverses factions de l'armée belge dont les para-commandos ("Foulant la boue sombre s'en vont les paras")[réf. nécessaire].

### En Namibie
L'air du Panzerlied sert d'hymne non officiel aux descendants d'Allemands en Namibie sous le titre de Das Südwesterlied (« Chant des habitants du sud-ouest africain») ou Hart wie Kameldornholz (« Dur comme le bois d'un acacia à chameaux »).

## Dans la culture populaire

### Films
Le Panzerlied a gagné en célébrité après son interprétation dans le film La Bataille des Ardennes de Ken Annakin. Dans la version originale du film, les personnages parlent anglais, mais cela n'empêche pas le chant d'être interprété dans sa langue d'origine, bien qu’il soit manifeste que la plupart des acteurs ne maîtrisent pas les paroles, car le mouvement des lèvres de certains ne leur correspond pas.
Sa version musicale au piano, non accréditée, apparait au générique de fin du film Una giornata particolare (Une journée particulière) d'Ettore Scola en 1977 avec dans les rôles principaux Sophia Loren et Marcello Mastroianni.

### Anime
Le chant est aussi utilisé dans l'anime japonais Girls und Panzer.